# 인도랩터
인도랩터(Indoraptor)는 영화 쥬라기 월드: 폴른 킹덤에 등장하는 티라노사우루스와 벨로키랍토르가 1:2 비율로 합쳐진 생명체이다. 영화에 나오는 상상의 공룡이며, 실제로 존재했던 공룡은 아니다.

## 특징
크기가 대략 7m 정도로, 영화의 벨로시랩터는 물론이고 실제 드로마에오사우루스과 생물 중 가장 큰 유타랍토르보다도 큰 수치이다. 벨로키랍토르의 DNA가 발현되어 뒷발에 갈고리발톱이 달려 있고, 목 위, 팔꿈치, 등 위에 깃들이 약간 나있으며, 주로 사족 보행을 한다.

## 같이 보기
- 인도미누스 렉스
- 벨로키랍토르
- 쥬라기 월드
- 쥬라기 월드: 폴른 킹덤
- 쥬라기 월드: 도미니언